# August Abrahamson
August Abrahamson (29. december 1817 i Karlskrona – 6. maj 1898 på Nääs ved Floda) var en svensk storkøbmand og mæcen.
Han tilhørte en slægt med mange kunstnerbegavelser. Fra en ringe begyndelse oparbejdede han i Göteborg en millionforretning. I 1868 købte han det smukke, gamle herresæde »Nääs« øst for Gøteborg. Her oprettede han Nääs Sløjdseminarium, som siden har gjort hans eget og Nääs' navn verdensberømt. Da han døde, havde han nemlig i sit testamente overladt seminariet og godset samt 380.000 kr. til staten under navn af »August Abrahamsons Stiftelse«.
Som leder af sløjdlærerseminariet på Nääs indsatte han sin søstersøn Otto Salomon (1849–1907), der huskes for sin indsats for sløjd.